# Caselle Landi
Caselle Landi (tudi Casèli) je mesto v Lombardiji. Zajema površino 26,01 km² in ima 1,658 prebivalcev (2012).